# Прва баптистичка црква у Дофену
Прва баптистичка црква у Дофену једна је од десетак цркава у овом највећем преријском граду, са 10.300 становника, у области Паркланд у покрајини Манитоба, Канада. Баптисти као једна од најбројнијих протестантских и слободно-црквених заједница у Уједињеном краљевству, масовним доласком са породицама на простор Северне Америке, Канаде и садашњег Дофена почели су своју верску активност у овом граду у касним 1800-тим, годинама. На стотине Баптиста из Уједињеног краљевства привученио плодном земљом и обећаним бољим животом на кандском Западу, са собом су донели и своју културу, веру и верске обичаје, и постепено се организовали у верску заједницу, и основали сопствену цркву у Дофену 1897. године.

## Историјат
Прва Баптистичка заједница у Дофену основана је 7. јуна 1897. године када су се њени верници први пут састали у старој „Наранџастој сали”. Током наредне године саграђена је нова црква у Дофену на углу Главне улице и Пете авеније.
Током Другог светског рата Баптистичка црка ефикасно је обављала своју верску службу међу пилотима који су се обучавали на два аеродрома у околини Дофена.
Како се Дофен као град све више ширио, црква је добила понуду од Канадске компаније Сефвеј да им уступи локацију на којој је била зграда цркве. Након дужег разматрања, понуда је прихваћена. Последња служба у старој згради цркве одржана је 27. децембра 1959. године, да би месец дана касније, јануара 1960, започело рушење старе цркве и грађење шопинг мола на њеном месту.
Градња нове црквене зграде започела је 15. маја, 1960. на новој локацији која се налазила на углу Пете авеније и Прве градске улице. На овој локацији прво је изграђен нови парохијски дом 18. септембра 1960. године, а потом и црква која је свечано отворена 12. марта 1961. године. На њеном освештању присуствовао је и др Фред Булен, генерални секретар Баптистичке федерације Канаде, као гост, и свештеник које је одржао свечану мису.

## Опис цркве
Црква је једнобродна грађевина, дрвене конструкције, са припратом изнад које се налази гвоздена купола у виду четворостране пирамиде. Црква је препокривена шиндром са кровом на две воде, а са спољашње стране обложена је плочицама од црвеног клинкерита. У цркву се улази са источне стране, кроз двокрилна врата изнад којих је мања надстрешница. Светлост у цркву улази кроз светле отворе изнад крова припрате, и прозоре на прочељу и бочним зидовима припрате.